# Dark wave
Sous-genres
Cold wave, ethereal wave, néo-classique
La dark wave, ou darkwave (prononcé [ˈdɑːkˌweɪv] en anglais britannique ou [ˈdɑɹkˌweɪv] en anglais américain), est un genre musical, apparenté au mouvement gothique,, ayant émergé dans les années 1970, en parallèle au pic de popularité de la new wave et au post-punk. Construit à partir de simples bases musicales, la dark wave contient des paroles sombres et introspectives accompagnées d'une dose de sehnsucht dans certains groupes. Dans les années 1980, les adeptes de dark wave se nomment « wavers », ou « dark wavers »,.

## Histoire

### Années 1980

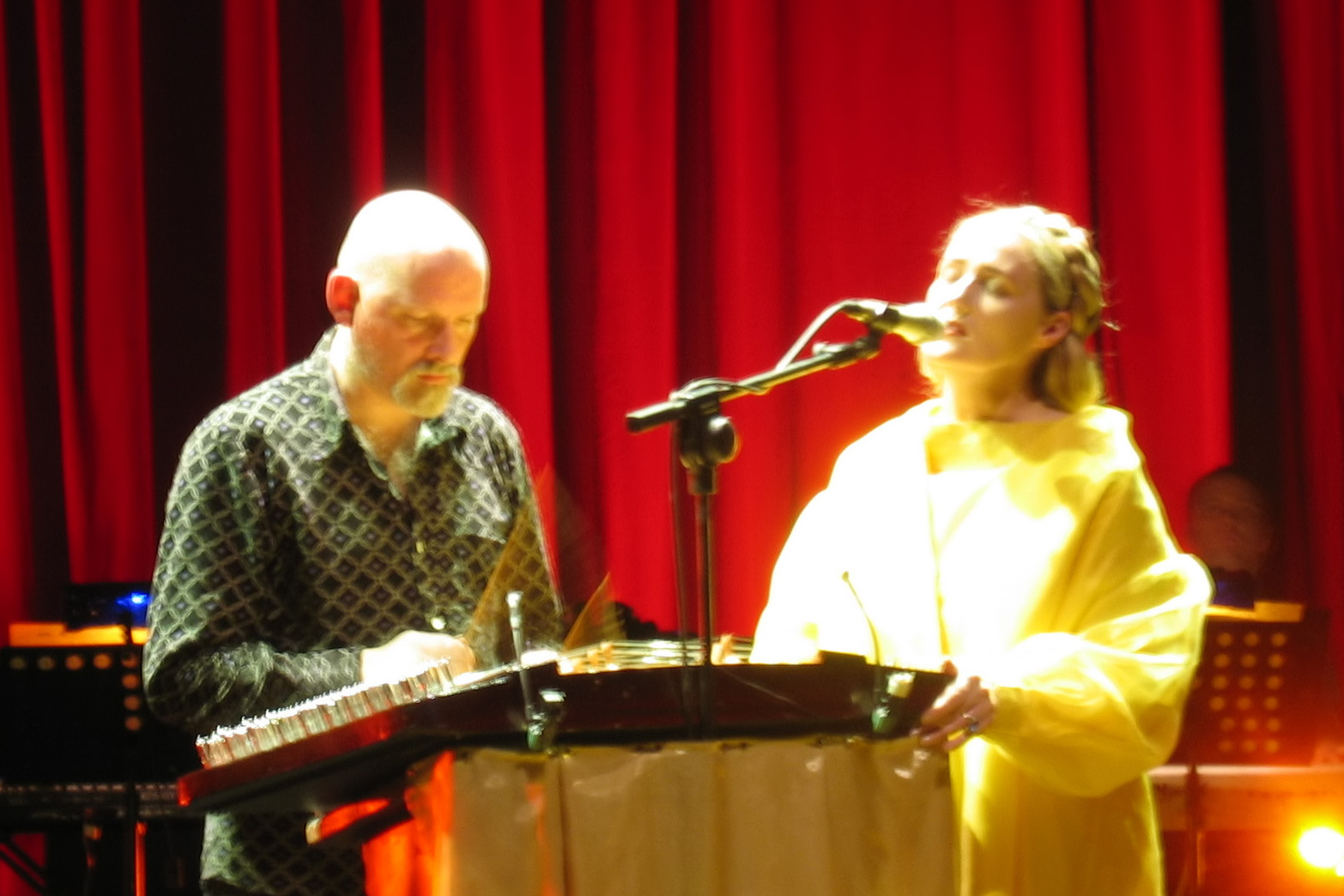
Dead Can Dance en 2005.

Le terme émerge en Europe dans les années 1980 pour décrire une variante mélancolique et sombre des musiques new wave et post-punk, comme le rock gothique et la cold wave, et s'est appliqué pour la première fois à des groupes tels que Bauhaus, Joy Division,,, The Sisters of Mercy, Cocteau Twins, The Cure,, Siouxsie and the Banshees et The Chameleons.
Le mouvement se répand à l'international, et aide notamment au développement de la cold wave française. La cold wave décrit à cette époque des groupes comme KaS Product, Martin Dupont, Asylum Party, Norma Loy, Pavillon 7B, Résistance, Clair Obscur, Opera Multi Steel, The Breath of Life, et Trisomie 21. Par la suite, différents genres orientés dark wave genres émergent et s'influencent les uns aux autres, comme la new wave électronique (également appelée « electro wave » en Allemagne) mélangée à du rock gothique, ou à des éléments sonores ambient et musique post-industrielle. Attrition, In The Nursery et Pink Industry (Royaume-Uni), Clan of Xymox (Pays-Bas), Mittageisen (Suisse), Trobar de Morte, Parálisis Permanente et Los Monaguillosh (Espagne), Die Form (France), et Psyche (Canada) sont adeptes de cette musique dans les années 1980. Les groupes de dark wave allemands des années 1980 comme Asmodi Bizarr, II. Invasion, Unlimited Systems, Mask For, Moloko †, Maerchenbraut et Xmal Deutschland, s'associent au Neue Deutsche Welle.

### Années 1990

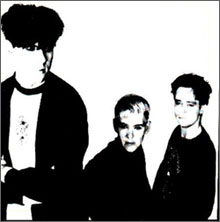
Clan of Xymox.

À la suite des mouvements new wave et post-punk ayant émergé au milieu des années 1980, la dark wave devient un mouvement underground prôné par des groupes tels que Deine Lakaien,, Love Is Colder Than Death, Love Like Blood et Diary of Dreams, Project Pitchfork et Wolfsheim. Les groupes italiens The Frozen Autumn, Ataraxia, et Nadezhda, le groupe sud-africain The Awakening, les Belges de The Breath of Life et le groupe français Corpus Delicti, ont également participé au style. Tous s'inspirent des mouvements new wave et post-punk des années 1980. À la même période, un nombre de musiciens allemands, dont Das Ich,, Relatives Menschsein et Lacrimosa, développent un style plus théâtral, présentant des paroles poétiques et métaphores, appelé Neue Deutsche Todeskunst. D'autres groupes, comme Silke Bischoff, In My Rosary et Engelsstaub mêlent dark synthpop ou rock goth et éléments de genres néofolk ou néo-classique gothique.
Après 1993, aux États-Unis, le terme de dark wave (écrit 'darkwave') s'associe au label Projekt Records et est utilisé pour décrire le son commercial allemand de Project Pitchfork sur le territoire américain. Projekt présente des groupes tels que Lycia, Black Tape for a Blue Girl et Love Spirals Downwards. Ce style s'inspire des groupes des années 1980, comme Cocteau Twins. Cette musique est souvent décrite sous le nom d'ethereal dark wave. Le label est longtemps lié au groupe Attrition, qui est apparu dans les premières compilations musicales du label. Un autre label américain dans cette veine inclut Tess Records, qui signe des groupes comme This Ascension et Faith and the Muse. Clan of Xymox, qui revient à leurs origines musicales signe également au label Tess en 1997.
Joshua Gunn, professeur en communication à l'Université de Louisiane, décrit la dark wave américaine comme « une expansion du répertoire gothique plutôt limitée sous forme d'electronica et, d'une certaine manière, une réponse américaine au sous-genre ethereal européen (ex. Dead Can Dance)... »

### Années 2000–2010
D'autres groupes américains mélangent éléments dark wave à l'ethereal wave. Love Spirals Downwards, Collide, Deleyaman et Switchblade Symphony incorporent des éléments trip hop. Dans les années 2000, certains artistes du genre ajoutent des éléments wave atypiques. Abney Park (qui a débuté comme groupe de dark wave et rock gothique), utilise des éléments de worldbeat. Bella Morte (dont la musique dark wave s'oriente electropop), incorpore des éléments death rock et heavy metal. À cette même période, The Crüxshadows mélange des éléments EDM à leur musique orientée rock électronique. Plus tard, fin des années 2000 et début des années 2010, un nombre de groupes et musiciens orientés dark wave, darksynth et musique électronique émergent hors de la scène rock gothique dont Cold Cave, Light Asylum, Night Sins, Gatekeeper, Zola Jesus et Youth Code.
Au-milieu des années 2010 émergent de nouveaux groupes comme Boy Harsher, Lebanon Hanover, She Past Away, Molchat Doma, Shortparis, Linea Aspera.